# Eiko Shimamiya
Eiko Shimamiya (20 aprile 1965) è una cantante giapponese.
Ha cantato sigle di serie televisive animate quali Higurashi no naku koro ni, film di animazione (Shakugan no Shana X Eternal song) e film dal vivo (Higurashi no naku koro ni).
Il 10 maggio 2010 la cantante ha annunciato sul suo account Twitter che le è stato diagnosticato un cancro alla tiroide. Di conseguenza il tour Perfect World Live Tour è stato annullato.